# Terra Nostra (pomme de terre)
Pour les articles homonymes, voir Terra Nostra.

Logo.

Terra Nostra est une marque collective belge, propriété de l'APAQ-W (Agence wallonne pour la promotion d'une agriculture de qualité), créée en 1998 pour des  pommes de terre de diverses variétés produites en agriculture raisonnée ou biologique et soumises à un cahier des charges,.
Deux organismes certificateurs ont été retenus par l'APAQ-W, Vinçotte AgriFood pour la production en agriculture raisonnée et Certisys pour celle en agriculture biologique. Ces organismes sont chargés de vérifier le respect du cahier des charges par les producteurs et par les négociants.
Selon une étude réalisée en 2006 par le centre de recherche et d'information des consommateurs (CRIOC), la notoriété de la marque « Terra Nostra » était très faible. Seuls 1 % des consommateurs interrogés connaissaient cette marque et l'associaient aux pommes de terre.